# Eisenbahnunfall von Manchieral
Bei dem Eisenbahnunfall von Manchieral im indischen Bundesstaat Andhra Pradesh entgleiste aufgrund des Dammbruchs eines Wasserreservoirs am frühen Morgen des 9. Juli 1987 ein Schnellzug. 70 Menschen kamen dabei ums Leben.

## Ausgangslage
Drei Kilometer von der Strecke entfernt, nördlich der indischen Stadt Manchieral (alternative Schreibweisen Mancherial Manchiryal), Telangana, befindet sich das Amaravada-Wasserreservoir. Dessen Ausfluss führt in einen Bach namens Ralavagu, über den die Bahnstrecke mit einer Brücke führt, und der in den Fluss Godavari mündet.
Der Dakshin Express war als Zug Nr. 12721 mit 700 Reisenden von Hyderabad (Bahnhof Secunderabad) nach Neu-Delhi (Bahnhof Hazrat Nizamuddin) unterwegs. Er bestand aus einer Diesellokomotive, hinter der ein Bremswagen lief, und weiteren 17 Wagen. Der Zug hielt planmäßig in Manchieral.
Am 7. und 8. Juli waren zusammen etwa 200 mm Niederschlag gefallen und hatten das fast leere Amaravada-Wasserreservoir wieder komplett gefüllt.

## Unfallhergang
Der Dakshin Express verließ den Bahnhof von Manchieral in nördlicher Richtung. Durch den starken Regen war der Damm des Reservoirs aufgeweicht, brach und die Wasser- und Schlammmassen liefen in das Bett des Ralavagu, das für eine solche Flutung eine viel zu geringe Kapazität aufwies. Die auf den Bahndamm auftreffenden Wassermassen rissen ihn gegen 4:30 Uhr auf einer Länge von etwa 250 Metern in dem Moment weg, als der Dakshin Express die Stelle mit etwa 60 km/h befuhr. Der Lokomotivführer bemerkte die Störung der Vakuumbremse, als der Zug auseinandergerissen wurde, und leitete sofort eine Notbremsung ein, konnte damit aber nichts verhindern. Zwölf Wagen entgleisten, zwei davon wurden von der Wasserströmung noch 45 Meter mitgerissen – hier starben die meisten Menschen –, vier Wagen kippten um. Eine Reihe von Reisenden sprang in ihrer Panik in den zum reißenden Fluss angeschwollenen Bach und ertrank dabei. Leichen wurden bis zu vier Kilometer weit gespült. Nur die letzten vier Wagen des Zuges blieben außerhalb der zerstörten Strecke im Gleis stehen. Der letzte Wagen war für eine Militäreinheit reserviert. Damit reisten 25 Rekruten des 14. Sikh Regiments Leichter Infanterie.

## Folgen
70 Menschen kamen bei dem Unfall ums Leben.
Die 25 Rekruten aus einem der unbeschädigten letzten Wagen leisteten Erste Hilfe und bargen Menschen aus dem Fluss und den umgestürzten Wagen. Weiter leisteten Arbeiter eines der Unfallstelle benachbarten Zementwerks und eines Bergwerks Hilfe.
Der Chefingenieur für Bauangelegenheiten der South Central Railway war ebenfalls in einem der letzten, unbeschädigten Wagen gereist. Er lief zum Bahnhof Manchieral zurück, um Hilfe zu holen. Es dauerte allerdings 5 Stunden, bevor der erste Hilfszug eintraf. Erst zwölf Stunden nach dem Unfall konnten die reisefähigen, gestrandeten Fahrgäste mit zwei Sonderzügen nach Norden und Süden evakuiert werden.
Nach dem Unfall wurden an 35 gefährdeten Stellen im indischen Eisenbahnnetz elektronische Warnanlagen gegen plötzliche Überflutungen installiert.